# Basiothia aureata
Basiothia aureata là một loài bướm đêm thuộc họ Sphingidae. Nó được tìm thấy ở wooded habitats từ Liberia tới Kenya ở phía đông và tới Angola, Zambia và Zimbabwe in the south.
Chiều dài cánh trước từ 20–23 mm. Đầu và mình màu nâu hơi đỏ còn bụng được tô điểm bởi các điểm vàng. Cánh trước màu nây hơi đỏ.
Ấu trùng ăn Impatiens.